# Vitalij Valer'evič Ceškovskij
Vitalij Valer'evič Ceškovskij (in russo Виталий Валерьевич Цешковский?, traslitterato anche Tseshkovskij; Omsk, 25 settembre 1944 – Krasnodar, 24 dicembre 2011) è stato uno scacchista russo, Grande maestro e medaglia d'oro alle olimpiadi degli scacchi del 1986.
Nato in Siberia da una famiglia di origine polacca, ottenne il titolo di Grande maestro nel 1975.
Il suo rating Elo di aprile 2009 è di 2554 punti. In ottobre 2005 ha raggiunto i 2600 punti Elo.
Vinse due campionati sovietici: nel 1978 a Tbilisi alla pari con Michail Tal' e nel 1986 a Kiev. Alle Olimpiadi di Dubai 1986 vinse l'oro con la squadra sovietica.
Nel torneo interzonale di Manila 1976 si classificò 4º e mancò solo per mezzo punto la qualificazione per il torneo dei candidati al titolo mondiale.
Tra i successi di torneo, le vittorie a Bucarest 1974, Lipsia 1975, Dubna 1976, Erevan 1980, Banja Luka e Soči 1981, Minsk 1982.
Nel corso della sua lunga carriera ha battuto diversi grandi campioni, tra i quali Smyslov alle Spartakiadi di Mosca 1974, Tal' a Soči nel 1970 e un giovane Garri Kasparov nel campionato sovietico del 1978.
Il suo repertorio di aperture prevede quasi sempre 1. e4 col bianco. Col nero ha giocato contro 1. e4 la partita Spagnola, la difesa Siciliana, la difesa Pirc e la difesa moderna; contro 1. d4 ha adottato di preferenza la difesa Grünfeld e il gambetto Benkő.